# Alois Patěk
Alois Patěk (* 2. April 1945) ist ein tschechischer Badmintonspieler und -funktionär. Irena Pátková ist seine Ehefrau.

## Karriere
Alois Patěk wurde 1962 erstmals nationaler Meister in der Tschechoslowakei, wobei er im Herrendoppel erfolgreich war. Elf weitere Titelgewinne folgten bis 1972. Außerhalb seiner Heimat startete er 1968 bei den erstmals ausgetragenen Europameisterschaften. Von 1990 bis 1994 war er Präsident des tschechoslowakischen (ab 1993 des tschechischen) Badmintonverbandes. 2010 wurde er Präsident beim tschechischen Speedmintonverband.

## Sportliche Erfolge
| Saison | Veranstaltung                             | Disziplin    | Platz | Name                               |
| ------ | ----------------------------------------- | ------------ | ----- | ---------------------------------- |
| 1962   | Tschechoslowakische Einzelmeisterschaften | Herrendoppel | 1     | Petr Lacina / Alois Patěk          |
| 1963   | Tschechoslowakische Einzelmeisterschaften | Herreneinzel | 1     | Alois Patěk                        |
| 1965   | Tschechoslowakische Einzelmeisterschaften | Herrendoppel | 1     | Ivan Bareš / Alois Patěk           |
| 1966   | Tschechoslowakische Einzelmeisterschaften | Herrendoppel | 1     | Ivan Bareš / Alois Patěk           |
| 1967   | Tschechoslowakische Einzelmeisterschaften | Mixed        | 1     | Alois Patěk / Vera Peřinová        |
| 1967   | Tschechoslowakische Einzelmeisterschaften | Herrendoppel | 1     | Ivan Bareš / Alois Patěk           |
| 1968   | Tschechoslowakische Einzelmeisterschaften | Mixed        | 1     | Alois Patěk / Vera Peřinová        |
| 1969   | Tschechoslowakische Einzelmeisterschaften | Mixed        | 1     | Alois Patěk / Vera Peřinová        |
| 1969   | Tschechoslowakische Einzelmeisterschaften | Herrendoppel | 1     | Ivan Bareš / Alois Patěk           |
| 1970   | Tschechoslowakische Einzelmeisterschaften | Herrendoppel | 1     | Ivan Bareš / Alois Patěk           |
| 1972   | Tschechoslowakische Einzelmeisterschaften | Mixed        | 1     | Alois Patěk / Jaroslava Krahulcová |
| 1972   | Tschechoslowakische Einzelmeisterschaften | Herrendoppel | 1     | Ivan Bareš / Alois Patěk           |